# Toros z Edessy

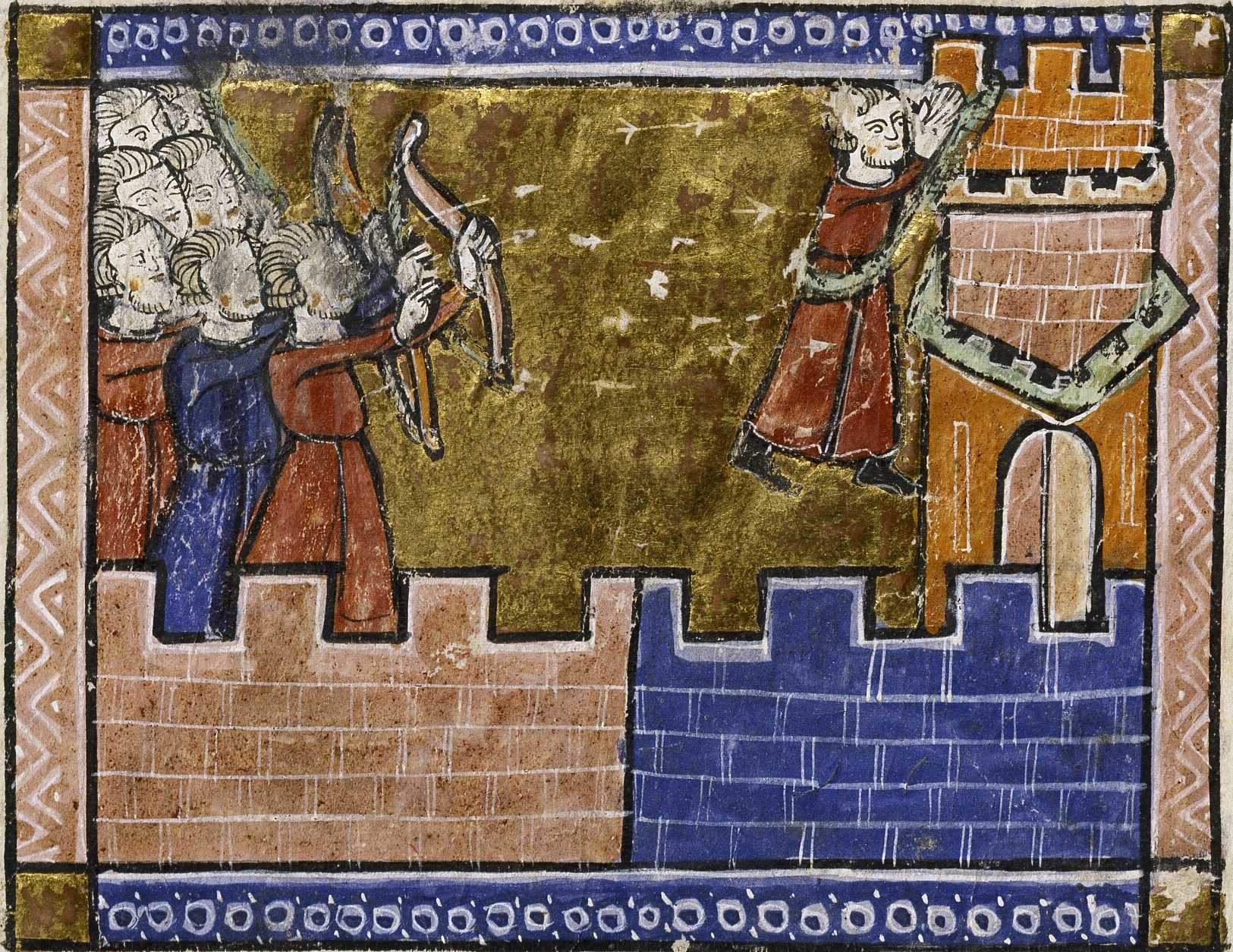
Śmierć Torosa z Edessy, miniatura z XIII wieku

Toros (Teodor) (zm. 9 III 1098 w Edessie) – ormiański władca Edessy od 1094.
Wasal Malikszaha. W 1094 zajął Edessę, wypędzając z niej tureckiego wodza Buzana. Zagrożony przez Turków, w 1098 usynowił Baldwina z Boulogne, uczestniczącego w I wyprawie krzyżowej.
Miał córkę wydaną za Gabriela z Meliteny.